# Малахово (Борисоглебский район)
Малахово — село Борисоглебского района Ярославской области, входит в состав Вощажниковского сельского поселения.

## География
Расположено на берегу реки Могза в 19 км на север от центра поселения села Вощажникова и в 29 км на север от райцентра посёлка Борисоглебский. 

## История
Каменный пятиглавый храм во имя Благовещения Пресвятой Богородицы с ярусной колокольней был построен в 1805-1817 годах на средства прихожан и княгини Александры Урусовой на месте деревянного храма. Престолов было два: во имя Благовещения Пресвятой Богородицы; во имя великомученика Димитрия Солунского. При храме была церковно-приходская школа.
В конце XIX — начале XX село входило в состав Неверковской волости Угличского уезда Ярославской губернии.
С 1929 года село входило в состав Тарасовского сельсовета Большесельского района, с 1962 года — в составе Неверковского сельсовета Борисоглебского района, с 2005 года — в составе Вощажниковского сельского поселения.

## Население
| 1859 | 1914 | 2007 | 2010 |
| ---- | ---- | ---- | ---- |
| 171  | ↗203 | ↘20  | ↘12  |

## Достопримечательности
В селе расположена недействующая Церковь Благовещения Пресвятой Богородицы (1817). 